# Музей секса (Амстердам)
Музей секса, или Храм Венеры (голл. Venustempel), — секс-музей, расположенный в Амстердаме, Нидерланды. Музей был открыт в 1985 году. В 2015 году музей посетили 675 000 человек, что сделало его одним из самых посещаемых музеев в Нидерландах.
В музее представлена коллекция исторических изображений, аудиозаписей и предметов, связанных с человеческой сексуальностью.